# Oswulf northumbriai király
Oswulf, más írásmóddal Osulf (angolszászul: OSVVLF NORÞANHYMBRA CYNING), († 759. július 24.), Northumbria királya 758–759 között.
Eadberht király († 768) fia, apja lemondása után került a trónra. Bár nagybátyja, Ecgbert yorki érsek († 766) támogatását élvezte, nem uralkodhatott sokáig, mert 759-ben saját testőrei gyilkolták meg.

## Gyermekei
Feleségétől, Richthrythtől (Beornred merciai király unokájától) 2 gyermeke született:
- I. Ælfwald († 788. szeptember 23.), a későbbi király (ur.: 778–788)
- Osgifu ∞ Alhred király († 774)

## Forrásmunka
- Higham, N.J., The Kingdom of Northumbria AD 350-1100. Stroud: Sutton, 1993. ISBN 0-86299-730-5
- Marsden, J., Northanhymbre Saga: The History of the Anglo-Saxon Kings of Northumbria. London: Cathie, 1992. ISBN 0-86299-730-5

| Előző uralkodó: Eadberht | Northumbria királya 758 – 759 | Következő uralkodó: II. Æthelwald |